# خادم الرسائل

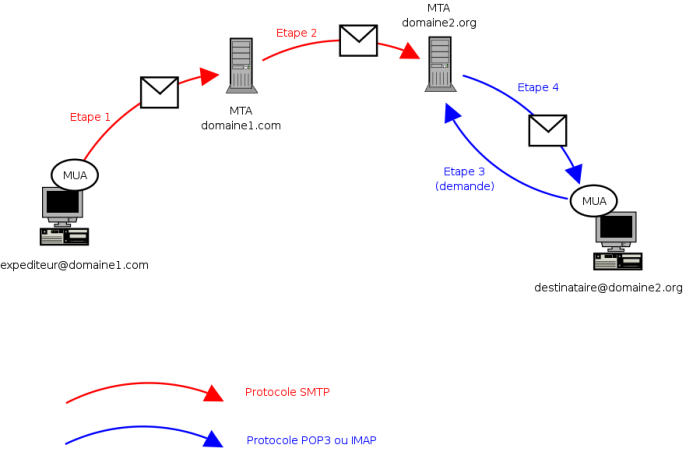

ضمن الإنترنت خدمة استلام الرسائل قد تكون خدمة نقل الرسالة (MHS) أو خدمة نقل البريد (MTA) أو مناولة البريد، تعتبر تطبيقات لنقل رسائل البريد الإلكتروني من جهاز كمبيوتر إلى آخر باستخدام بنية خدمة العملاء. و MTA ينفذ كل من العميل (الإرسال) والخادم (استقبال) بواسطة بروتوكول نقل البريد البسيط (SMTP).
ملقم البريد هو جهاز كمبيوتر، الذي يعد بمثابة مكتب بريد إلكتروني. يتم تمرير الرسائل عبر شبكات تبادل بين ملقمات البريد التي تتوفر على برمجيات مصممة خصيصا. يتم بناء هذه البرمجيات والبروتوكولات لتكون موحدة في جميع الملقمات للتعامل مع رسائل البريد الإلكتروني لأنها قد تحتوي على. رسومات أو أي نوع من البيانات.

## العملية
خادم نقل الرسالة يستلم البريد إما من MTA ، وكيل تقديم الإلكتروني (MSA)، أو وكيل مستخدم البريد (MUA). يتم تحديد تفاصيل انتقال البيانات من خلال بروتوكول نقل البريد البسيط (SMTP). عندما لا يتم استضافتها في العلبة المحلية للرسائل، يتم ترحيل الرسالة، هنا يتم إرسالها إلى MTA آخر. في كل مرة على MTA يتلقى رسالة البريد الإلكتروني، فإنه يضيف وسم التتبع في الجزء العلوي من كل رأس رسالة، وبالتالي بناء على سجل التتبع. يتم التعرف على عملية اختيار ملقم MTA المستهدف ومسار الرسالة،
MTA يعمل في الخلفية، في حين أن المستخدم عادة ما يتفاعل مباشرة مع وكيل مستخدم البريد. يمكن للمرء أن يميز الرسالة الأولى كما يمر أولا من خلال MSA - يتم استخدام المنفذ 587 للاتصالات بين MUA وكيل تقديم الإلكتروني، في حين المنفذ 25 يستخدم للاتصال بين الاتفاقات في الاتصال.

### تلقي رسالة
رسالة وردت من قبل MTA يمكن أن تأتي من نوعين من البرامج:
MUA: مقدمي خدمة الإنترنت عادة ما تقدم هذه الخدمة مقدمة من MTA، والذي يسمح للمستخدمين لتكوين MUA الخاصة بهم بحيث يرسل كل رسائل مكتوبة إلى MTA.
MTA آخر: تستخدم معظم MTA لتوزيع الرسائل في الشبكة بدعم من MTA الأخرى.

### رفض الرسالة (NDR)
قد يرفض MTA(يرسل إخطار الرفض NDR) لأحد هذه الأسباب:
المزود ليست ذات صلة: MTA يتم إعدادها بشكل عام لقبول الرسائل التي بعث بها فقط الناس الذين ينتمون إلى شبكة (مثل عملاء لمزود الإنترنت) و / أو رسائل إلى بعض عناوين
عدم الامتثال: إذا لم تطابق رسالة معايير للبريد الإلكتروني، أو بروتوكول SMTP لم يتم اتباعها بدقة من قبل البرنامج بإرسال
مرسل القائمة السوداء: المعروف أنه يجري تسجيل الملقمات في القوائم السوداء، وبعض خوادم MTA ترفض الرسائل المرسلة من هذه الخوادم
رفض رسالة وعادة ما يتسبب بإرسال بريد إلكتروني إلى المرسل يبلغه أنه تم رفض الرسالة. ومع ذلك، وهذا هو أقل بسبب منهجية لازدحام الشبكة وتكاثر الفيروسات والمتطفلين الذين يظهرون عنوان المرسل كاذبة.

### إعادة توجيه رسالة
يتم نقل الرسائل الواردة ويتم رفض MTA المستلم، ما لم يكن هو MTA التعامل مع البريد حاليا: في هذه الحالة يتم نقل الرسالة إلى MDA، وهذا هو القول، وكيل التسليم، أو معالجتها مباشرة في بعض الحالات (بعض MTA أيضا القائم بأعمال MDA).

## الإرسال والاطلاع
وعادة ما يكمل وظيفة MTA بعض وسائل عملاء البريد الإلكتروني للوصول إلى الرسائل المخزنة. هذه الوظيفة عادة يستخدم بروتوكول مختلفة. البروتوكولات المفتوحة الأكثر تنفيذا على نطاق واسع ل MUA هي بروتوكول مكتب البريد POP3 وبروتوكول الوصول إلى الرسائل عبر إنترنت (IMAP)، ولكن توجد العديد من أنظمة الملكية (تبادل، لوتس دومينو / ملاحظات) لاسترجاع الرسائل. كثير من النظم كما تقدم واجهة ويب لقراءة وإرسال البريد الإلكتروني الذي هو مستقلة عن أي MUA خاصة.
في أبسط، وهو MUA باستخدام رسائل التنزيلات POP3 من ملقم علبة البريد على الكمبيوتر المحلي للعرض في MUA . تتم إزالة الرسائل بشكل عام من خادم في نفس الوقت ولكن تسمح معظم النظم أيضا نسخة أن تترك وراءها على سبيل الاحتياط. وعلى العكس، MUA باستخدام IMAP يعرض رسائل مباشرة من خادم، على الرغم من أن خيار التحميل لأغراض الأرشيف هو عادة ما تكون متاحة أيضا. ميزة واحدة وهذا يعطي IMAP هو أن الرسائل نفسها مرئية من أي جهاز كمبيوتر الوصول إلى حساب البريد الإلكتروني، والرسائل منذ لم يتم تنزيلها بشكل روتيني وحذفها من الملقم. إذا إعداد بشكل صحيح، إرسال البريد يمكن حفظ إلى الملقم أيضا، في تناقض مع بريد POP ، حيث توجد الرسائل المرسلة فقط في MUA المحلية وغير مرئية من قبل MUAs الأخرى الوصول إلى نفس الحساب.
بروتوكول IMAP لديه الميزات التي تسمح تحميل من رسائل البريد الإلكتروني، وهناك تطبيقات التي يمكن تكوينها أيضا لإرسال رسائل والتي تجمع بين إرسال نسخة وتخزين نسخة في مجلد واحد تحميل المرسلة في العملية.
والسبب في استخدام بروتوكول SMTP هو نقل مستقل ذو شقين:
- للتعامل مع اتصالات متقطعة . تاريخيا، كانت الاتصالات بين الشبكة غير متاحة بشكل مستمر كما هي اليوم، لم يكن الكثير من القراء يحتاج إلى بروتوكول الوصول، كما يمكنه الاطلاع إلى علبة البريد الخاصة بهم مباشرة (كملف) من خلال اتصال محطة. SMTP ، إذا كان مكونا بستخدام MXes للنسخ الاحتياطي، يمكن بهاذه العملية ضمان البيانات مع انقطاع الشبكة المحلية المؤقت. يمكن أن تنتقل رسالة عبر مسار متغير عن طريق اختيار المرحلة التالية من قائمة مسبقا من MXes بدون معرفة مسار المستخدم الأصلي.
- بسبب سياسات الخضوع. تم تصميم أنظمة حديثة للمستخدمين إرسال رسائل إلى الملقمات المحلية، هاذا امر سياسي وليس تقني والأسباب تختلف حسب مزود الخدمة أو المنطقة. على سبيل المثال، ضهر عميل البريد الإلكتروني Eudora للتسليم المباشر من البريد إلى حواسيب المستلمين، وهذا بدافع الضرورة. اليوم عملية تحويل البريد الإلكتروني يتم من خلال ملقمات MSA لرصد البيانات وتتبع الانشطة لكي يتم محاسبة مستخدمين البريد المزعج وغيرها من أشكال الإساءة البريد الإلكتروني.

## القضايا التي تؤثر على بريد الخوادم الصغيرة الإلكتروني
في السنوات الأخيرة، نشأت مشاكل للمؤسسات الصغيرة والمستخدمين المنزليين الذين يرغبون في تشغيل خادم بريدهم الإلكتروني الخاص. اعتبارا من عام 2011 العديد من مزودي خدمات الإنترنت حجب استباقية الاتصالات الصادرة إلى منفذ TCP 25 على اتصالات محلية، وأكبر مزودي خدمات البريد الإلكتروني لديها متطلبات صارمة على نحو متزايد للخوادم أخرى التي ترغب في نقل رسائل البريد الإلكتروني لهم. على سبيل المثال: غالبا ما يتم فحص سجلات PTR عكس من ملقم البريد الإلكتروني المرسلة قبل قبول يجب تعيين سجل PTR من قبل ISP، الذي قد يرفض هذا الطلب إلى الأعمال الصغيرة أو المستخدم المنزلي.